# Tifoseria della Virtus Entella

Nella presente pagina sono riportate informazioni sui tifosi della Virtus Entella, società calcistica italiana con sede a Chiavari.

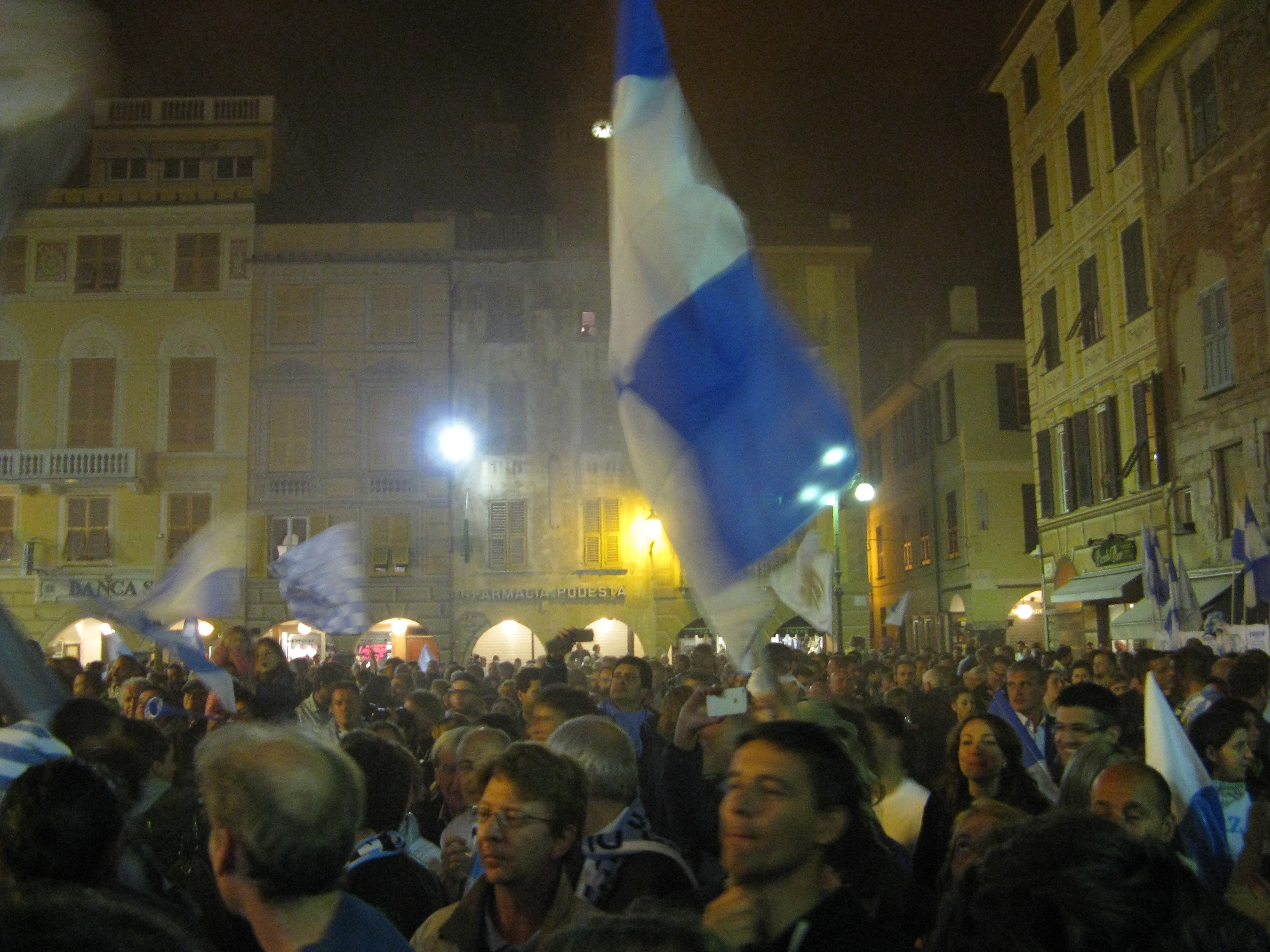
4 maggio 2014: festeggiamenti in piazza Mazzini a Chiavari per la promozione della squadra in Serie B.

## Contesto
I tifosi entelliani sono storicamente considerati l'espressione borghese di una città ricca. Negli anni 1970 questa immagine rivestì una particolare importanza, specificamente nel confronto con la vicina Sestri Levante - contro la cui squadra i biancocelesti disputano il Derby del Tigullio - ritenuta a quell'epoca una città operaia. La contrapposizione e in generale lo status dei sostenitori della Virtus Entella sono nel tempo sfumati, nonostante Chiavari sia rimasta stabilmente uno dei comuni più abbienti della Liguria.
La tifoseria biancoceleste era consolidata già negli anni 1930, quando cinquecento tifosi seguirono la squadra allo Stadio Luigi Ferraris di Genova per assistere allo spareggio della finale contro la Rivarolese, valido per la Seconda Divisione 1932-1933. Negli anni 1960, con la squadra stabilmente in Serie C, nacquero i primi club di tifosi e nel decennio successivo si registrarono le maggiori presenze di pubblico allo Stadio comunale, che raggiunse il record di 6 000 spettatori in due diverse occasioni. Il seguito della squadra scemò sensibilmente durante le difficili vicende societarie successive alla mancata iscrizione alla Serie C2 1988-1989 e nuovamente dopo la mancata iscrizione all'Eccellenza Liguria 2001-2002.
Un interesse crescente da parte del pubblico si registrò invece negli anni 2010 - con il ritorno tra i professionisti - e in particolare con il raggiungimento della Serie B, avvenuto nel 2014. La politica societaria fu quella di mantenere nel tempo bassi prezzi per gli abbonamenti, puntando ad attrarre famiglie e giovani. Nel campionato cadetto, la stagione che fece registrare la più alta media di spettatori fu la Serie B 2016-2017, con 2 252 tifosi a partita; la stessa media fu comunque la più bassa tra le squadre iscritte a quel campionato.
La tifoseria della Virtus Entella attrasse l'attenzione dei media nazionali durante la trasferta in occasione della partita Roma-Virtus Entella valevole per gli ottavi di finale della Coppa Italia 2018-2019 e per l'iniziativa di un club che affittò delle gru per poter assistere all'ultima giornata della Serie B 2019-2020, disputatasi a porte chiuse.
Affluenza media stagionale relativa alle partite interne della Virtus Entella:
Affluenza stagionaleAnno050010001500200025002010-112014-152018-192022-23Media spettatori per stagione per singolo incontro

## Presenza su nuovi media esocial
La società avviò la propria presenza sul web nel 2003 con l'apertura del sito ufficiale biancocelesti.net, trasferito nel 2008 sul dominio entella.it. Nel 2010 aprì il proprio canale YouTube, nel 2013 la pagina Facebook e nel 2014 i profili Twitter e Instagram.
Ad ottobre 2020 i follwer della Virtus Entella erano circa trentaduemila su Facebook, ventisettemila su Instagram e diciottomila su Twitter, mentre gli iscritti al canale YouTube erano circa duemila.

## Fan club

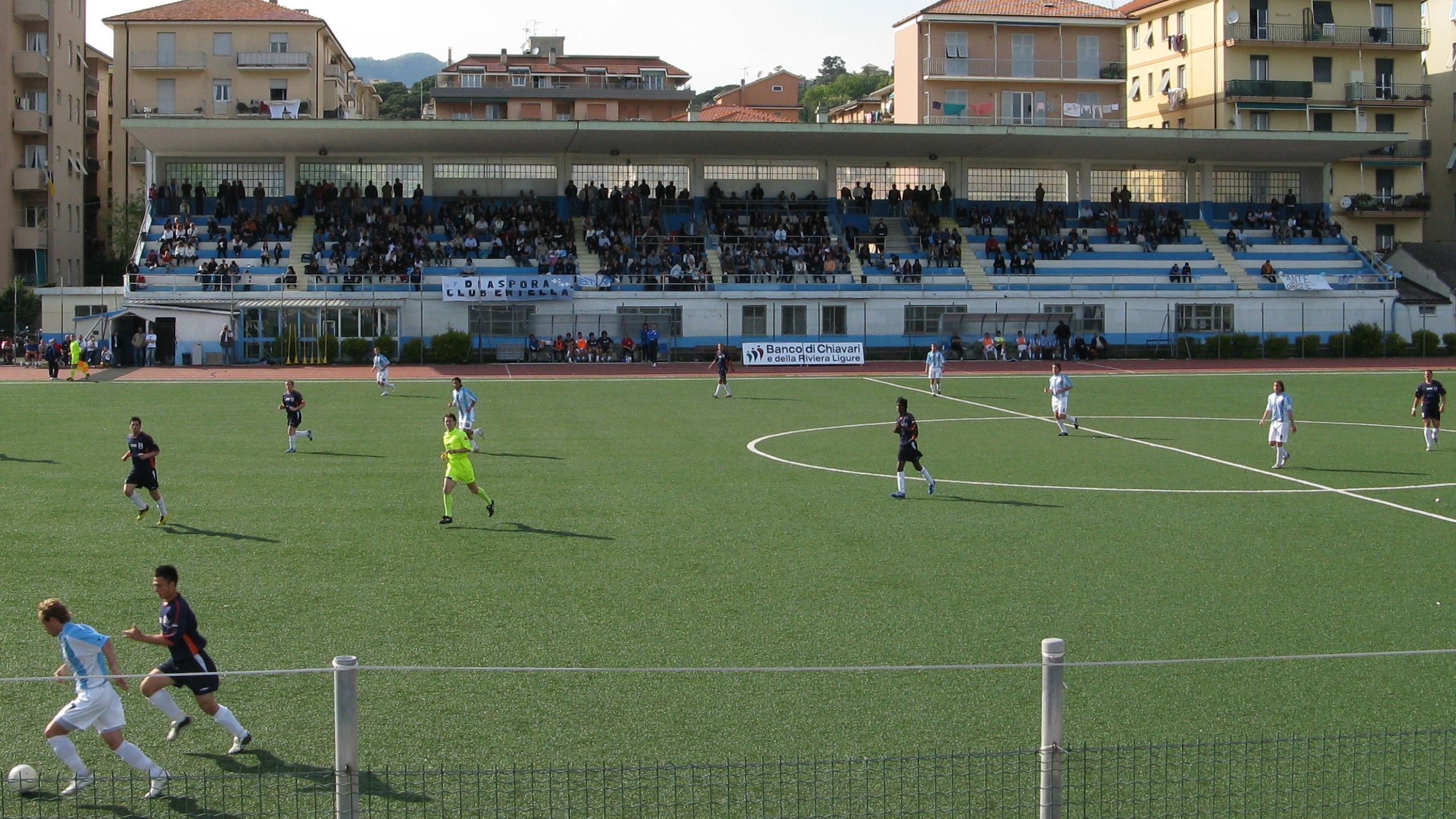
27 aprile 2008: lo striscione del Diaspora Club Entella in occasione di Virtus Entella-.

L'organizzazione in club da parte dei tifosi dell'Entella risale agli anni 1960 e 1970, quando la squadra disputò alcune stagioni in Serie C e furono attivi il Club Tifosissimi dell'Entella «Bar Corso» ed il Club Entella Sport, con quest'ultimo che pubblicava la fanzine Alè alè Entella. Dopo la rinascita del sodalizio, avvenuta nel 2002, il primo club di tifosi fu il Diaspora Club Entella - sorto nel 2006 e gestore di un blog - seguito dal Fedelissimi Biancocelesti 1914 nel 2008 e dal'Asso di Picche, curatore della pubblicazione L'urlo del comunale, nel 2012.
In seguito alla prima promozione in Serie B della Virtus Entella, il numero di club aumentò sensibilmente, con la fondazione nel 2015 di Entella Club Milano, Entella Club Mondo Piccolo «Andrea Paroni» e Entella Club Val d'Aveto «Renato Mario Gozzi» e nel 2016 di Alta Val di Vara Albiceleste, Entella Club «Ermes Nadalin» gli Amici della Vetreria, Entella Club Leivi, Entella Club Rapallo, Le Diavolette, Supporter San Salvatore e Valgraveglia Biancoceleste. La nascita di Ovada Biancoceleste Entella Chiavari avvenne nel 2017, mentre Entella Chiavari Simpatizzanti Grosseto sorse nel 2019.
I club di tifosi attualmente attivi hanno sede a Chiavari, in altre aree della Città metropolitana di Genova e della Liguria, oltre che in Lombardia, Piemonte e Toscana. Alcuni club di tifosi dell'Entella hanno preso parte ad iniziative benefiche e consegnato premi a giocatori della squadra.

## Tifo organizzato

9 marzo 1986: coreografia della Gioventù Biancoceleste in occasione di Entella Bacezza-.

La nascita del tifo organizzato tra i sostenitori della squadra risale agli anni 1980, quando fu presente il gruppo Gioventù Biancoceleste che seguiva gli incontri allo Stadio comunale alternativamente dal settore Parterre antistante la tribuna o dall'opposta Gradinata Est. Data invece al 1996 la fondazione del Gruppo Storico, i cui membri assunsero nel tempo l'appellativo di Rude Boys.
Nel 2010 si unì all'interno del tifo organizzato per la Virtus Entella il gruppo Under 33, prima della riunione di tutte le denominazioni sotto l'insegna Chiavari 1914, avvenuta nel 2013. Risale al 2015 la nascita del gruppo Gradinata Sud Chiavari - all'interno del quale è nuovamente confluita l'intera tifoseria organizzata biancoceleste - che prende il nome dal settore occupato allo stadio: la Gradinata Sud Ermes Nadalin.

## Gemellaggi e rivalità
Il principale gemellaggio dei tifosi entelliani è quello con gli omologhi della Sanremese - sorto negli anni 1990 - dal quale deriva l'amicizia con i sostenitori dell'Albenga, a loro volta gemellati con i Matuziani. A partire dagli anni 1980 nacquero gemellaggi con le tifoserie della Lucchese, del Brescello e della Pro Recco di pallanuoto, mentre risalgono agli anni 2010 i gemellaggi con quelle di Carpi, Crotone e Grosseto. I tifosi biancocelesti hanno inoltre buoni rapporti con i sostenitori del Genoa e del Perugia.
La rivalità storicamente più sentita dai sostenitori biancocelesti è quella con i tifosi del Sestri Levante, squadra contro cui la Virtus Entella disputa il Derby del Tigullio. Sono accese anche le rivalità con le tifoserie delle squadre che rappresentano le città capoluogo delle province liguri: Savona - i cui sostenitori considerano la Virtus Entella la loro principale antagonista - Imperia e Spezia, con cui i biancocelesti diedero vita a diversi derby disputati in Serie B vissuti con particolare sentimento dai tifosi chiavaresi, anche in seguito a vicende accadute negli anni 1980. Tra le squadre aventi sede nel Tigullio, vi sono rivalità che raggiungono il secolo di vita con le tifoserie di Lavagnese, che nella Serie C 1946-1947 batté l'Entella alla terz'ultima giornata di campionato precludendole l'accesso alle finali per la Serie B, Rapallo - a lungo avversaria nei derby disputati in Serie C - e Sammargheritese, che nella Seconda Divisione 1932-1933 si ritirò dal campionato in seguito a gravi scontri in occasione della partita contro l'Entella. Altri antichi antagonismi regionali hanno per oggetto i tifosi del Molassana Boero - che nella Terza Divisione 1923-1924 schernirono i giocatori dell'Entella lanciando mazzi di radici di Chiavari - e del Quarto, squadra che nella Seconda Divisione 1922-1923 fu bersaglio di colpi d'arma da fuoco da parte dei sostenitori entelliani, con successiva squalifica del terreno di gioco. Risalgono invece al 2018 le tensioni con i sostenitori dell'Albissola.
I tifosi biancocelesti vivono inoltre forti antagonismi con quelli di due squadre piemontesi: Casale - i cui sostenitori hanno rapporti di amicizia con quelli del Sestri Levante e contro cui la semifinale di ritorno della Lega Pro Seconda Divisione 2011-2012 terminò in rissa - e Pro Vercelli, a seguito del testa a testa nella Lega Pro Prima Divisione 2013-2014 e delle relative polemiche, che portarono a frequenti scherni tra le due tifoserie negli anni successivi. Nel 1986 i tifosi dell'Alessandria danneggiarono l'autobus della squadra, ma i rapporti con i sostenitori di questa squadra si sono nel tempo rilassati. Nel 2014, in Sicilia, un gesto di rivalità venne mosso da esponenti del tifo organizzato del Catania che sottrassero degli striscioni ad un sostenitore della Virtus Entella.

### Derby del Tigullio
Il Derby del Tigullio è la partita maggiormente sentita dai tifosi della Virtus Entella e del Sestri Levante. Le città rappresentate dalle due squadre sono situate a 8 kilometri di distanza tra loro e già agli albori del XX secolo presentavano marcate differenze sociali: Chiavari era un importante centro politico ed economico, sede del circondario, della diocesi e del Banco di Sconto del Circondario di Chiavari, Sestri Levante ospitava grandi stabilimenti industriali quali la Fabbrica Italiana Tubi e il cantiere navale di Riva Trigoso. Il primo incontro ufficiale tra le due compagini si tenne a Chiavari il 25 novembre 1923 in Terza Divisione e venne sospeso al 45' per impraticabilità del campo con l'Entella in vantaggio 3-0: la gara fu recuperata il 16 dicembre e vinta per 5-1 dalla squadra di casa. Nella Seconda Divisione 1927-1928 il Sestri Levante vinse entrambi i derby concludendo il campionato al secondo posto e venendo successivamente ripescato in Prima Divisione - secondo livello assoluto del calcio italiano - mentre nella Seconda Divisione 1932-1933 fu l'Entella, pareggiando il derby in casa e vincendo quello in trasferta in una partita segnata da sei espulsioni, a concludere la stagione con la promozione in Prima Divisione, divenuta nel frattempo campionato di terzo livello.
Gli incontri successivi tra le due società si disputarono nel clima teso del dopoguerra: il 9 dicembre 1945 in Prima Divisione l'Entella vinse 1-2 il derby a Sestri Levante e al termine dell'incontro i giocatori furono assediati negli spogliatoi dai tifosi avversari. Nella Serie C 1947-1948 vincendo il derby casalingo all'ultima giornata, i rossoblu conquistarono l'accesso al vittorioso spareggio con la Sestrese, che però non permise loro la promozione in Serie B. Fu in questi anni di sfide seguite da un pubblico numeroso - 5 000 spettatori allo Stadio Comunale per l'incontro di andata della Promozione 1949-1950 - che le ideologie politiche dei sostenitori delle due squadre e in generale degli abitanti delle due città assunsero tratti contrapposti: a Chiavari il popolarismo della Democrazia Cristiana, a Sestri Levante il marxismo-leninismo del Partito Comunista Italiano. In conseguenza delle divergenze e di una rivalità ormai antica, vi furono eventi contrassegnati dalla tensione sportiva, quali il derby di Sestri Levante del 24 ottobre 1954 in Promozione vinto 3-0 dai padroni di casa grazie a tre autoreti, l'amichevole del 25 settembre 1955 sospesa a cinque minuti dal termine per gli incidenti verificatisi in campo cui fece seguito un testa a testa in campionato conclusosi con la promozione dell'Entella all'ultima giornata e l'incontro in casa dei rossoblu del 24 aprile in Serie D 1959-1960 che vide cinque espulsi tra cui l'allenatore locale Vittorio Bergamo e scontri sugli spalti.

18 aprile 1999: tifosi dell'Entella Chiavari raggiungono Sestri Levante in corteo per assistere al Derby del Tigullio.

Negli anni 1970 il derby si disputò in Serie D per sette stagioni consecutive durante le quali la frequenza degli incontri ed il generalizzato contesto di esasperazione politica lo resero costantemente la partita più attesa dai tifosi. La Chiavari democristiana e la Sestri Levante ora divenuta socialista erano fortemente rappresentate tra i giocatori in campo, in larga parte indigeni: i tifosi dell'Entella Chiavari contestarono duramente il passaggio dei giocatori Mario Pelizzoni e Luigi Stagnaro al Sestri Levante nel 1975, mentre l'allenatore Bruno Baveni fece il percorso inverso nel 1976. Nell'ultima giornata della Serie D 1978-1979 entrambe le squadre persero il proprio incontro, terminando la classifica appaiate assieme ad Abbiategrasso - vittorioso in quella giornata proprio a Sestri Levante - Aosta, Asti  e Solbiatese: a causa della peggiore differenza reti i biancocelesti furono retrocessi in Promozione ed il presidente del Sestri Levante dichiarò che non vi era stata alcuna premeditazione nella sconfitta interna, e che alla vigilia dell'ultima giornata non era ipotizzabile la situazione di classifica poi creatasi. 
Il Derby del Tigullio si disputò nel Campionato Interregionale ad inizio anni 1980 e successivamente nei campionati regionali tra gli anni 1990 e gli anni 2000, quando il significato ideologico della sfida scemò a causa del mutato assetto politico nazionale. Il seguito dell'incontro da parte delle tifoserie rimase comunque nel tempo sostenuto: in Eccellenza Liguria 1998-1999, in occasione dell'incontro di ritorno a due giornate dal termine, i tifosi dell'Entella Chiavari - che alla partita successiva vinse il campionato - organizzarono un corteo in scooter per raggiungere Sestri Levante. Nella stagione 2008-2009, terminata con la retrocessione in Eccellenza del Sestri Levante, si disputarono quattro derby: ai due del campionato si aggiunsero gli incontri del primo turno di Coppa Italia Serie D, superato dai rossoblu. Seguì un lungo periodo di assenza di partite giocate, ma nel 2016 la rivalità tra i tifosi delle due squadre diede comunque luogo ad alcuni incidenti e continuò ad essere considerata una delle più importanti tra squadre liguri.
Nel 2023 il derby tornò a disputarsi in Serie C dopo 75 anni: la vittoria in traserta del Sestri Levante davanti a 4 221 spettatori comportò l'esonero dell'allenatore entelliano Gennaro Volpe. A causa della mancata omologazione del proprio campo da gioco i rossoblu disputarono le gare casalinghe in altri impianti, suscitando polemiche per l'ipotesi – solo paventata – di utilizzare il Comunale di Chiavari; in tale contesto, il derby del girone di ritorno terminato 0 a 0 venne disputato allo stadio Luigi Ferraris di Genova. Con la conclusione della stagione successiva i percorsi delle due square si separarono nuovamente: la Virtus Entella ottenne la promozione in Serie B mentre il Sestri Levante retrocedette in Serie D, anche in seguito alla sconfitta per 4-0 patita a Chiavari nel girone di ritorno, al termine della quale si verificarono scontri tra tifosi.
|                                               | Gare | Vittorie Sestri Levante | Pareggi | Vittorie Virtus Entella | Gol Sestri Levante | Gol Virtus Entella |
| Serie C                                       | 8    | 3                       | 3       | 2                       | 4                  | 5                  |
| Promozione/Interregionale/Serie D             | 38   | 12                      | 12      | 14                      | 31                 | 37                 |
| Promozione/Eccellenza (I livello reg.)        | 22   | 7                       | 9       | 6                       | 27                 | 23                 |
| Seconda Divisione (1927-1928)                 | 2    | 2                       | 0       | 0                       | 5                  | 2                  |
| Terza Divisione/Seconda Divisione (1923-1933) | 14   | 4                       | 2       | 8                       | 12                 | 26                 |
| Prima Divisione (1945-1946)                   | 2    | 1                       | 0       | 1                       | 3                  | 3                  |
| Totale campionato                             | 86   | 29                      | 26      | 31                      | 82                 | 96                 |
| Coppa Italia Serie D                          | 2    | 1                       | 1       | 0                       | 2                  | 1                  |
| Coppa Italia Dilettanti                       | 4    | 1                       | 0       | 3                       | 3                  | 6                  |
| Totale Coppa Italia                           | 6    | 2                       | 1       | 3                       | 5                  | 7                  |
| Totale gare ufficiali                         | 92   | 31                      | 27      | 34                      | 87                 | 103                |

Dati aggiornati al 17 marzo 2025